# Ageneiosus atronasus
Ageneiosus atronasus és una espècie de peix de la família dels auqueniptèrids i de l'ordre dels siluriformes que es troba a Sud-amèrica: conca del riu Amazones.
Els mascles poden assolir els 12 cm de llargària total.